# Bythocaris nana
Bythocaris nana is een garnalensoort uit de familie van de Hippolytidae. De wetenschappelijke naam van de soort is voor het eerst geldig gepubliceerd in 1885 door Sidney I. Smith.